# Italo Moretti
Italo Moretti (Giulianova, 29 ottobre 1933 – Roma, 9 gennaio 2020) è stato un giornalista e saggista italiano.

## Biografia
Incominciò la sua carriera giornalistica a Perugia, a diciassette anni, collaborando con le redazioni locali di quotidiani nazionali. Nel 1966 entrò in Rai presso la sede umbra. Nello stesso anno si trasferì a Roma diventando radiocronista del Giornale Radio.
Come radiocronista e poi inviato speciale si occupò di sport, cronaca, politica interna, politica estera. Nel 1968 incominciò la sua esperienza in America Latina. Da Cile, Argentina, Uruguay, raccontò con le sue radiocronache le complesse vicende politiche, l'alternarsi dei periodi democratici ai regimi militari e golpisti di quei paesi. Nel settembre del 1973, dopo il golpe di Pinochet, fu tra i primi giornalisti ad arrivare a Santiago.
Nel 1976, passò alla redazione del TG2 per volontà di Andrea Barbato, in seguito alla riforma della RAI del 1975. Al TG2 continuò a dedicarsi alle complesse realtà del Sudamerica e alle vicende politiche di Portogallo e Spagna, alternando l'esperienza di inviato speciale con la conduzione della edizione principale del telegiornale. Dell'Argentina dei militari e del Cile di Pinochet, documentò le fasi e le modalità della repressione, denunciando nei suoi servizi la tragedia dei desaparecidos argentini, su cui ancora regnava il silenzio della comunità internazionale, e i tentativi di mobilitazione popolare cileni contro il regime militare.
Dal 1979, sempre per il TG2 fu cronista dalle vicende nicaraguensi e della guerra civile nel Salvador. Nel 1987 divenne vice-direttore del TG3, di cui fu poi direttore nel 1995, dal 1996 al 1998 fu condirettore della testata regionale della Rai. Nei suoi libri, documenta con dati e interviste la storia moderna del Cile e dell'Argentina.
È morto il 9 gennaio 2020.

## Riconoscimenti e onorificenze
Dopo il ritorno della democrazia, ricevette dal Presidente dell'Argentina Raúl Ricardo Alfonsín e dal Presidente del Cile Eduardo Frei Ruiz-Tagle, le onorificenze dell'Ordine di Maggio e dell'Ordine di Bernardo O'Higgins.
Altri riconoscimenti ottenuti:
- Premio Colombe d'Oro per la Pace (1986)[1]
- il Microfono d'Argento
- il Premiolino
- il Premio Scarfoglio
- il Premio Saint Vincent (per la cronaca di una sciagura aerea avvenuta nell'aeroporto di Addis Abeba di cui fu tra i pochi superstiti). L'aereo un VC-10 partito alle 10 da Nairobi del 18 aprile 1972 e dopo una sosta all'aeroporto di Addis Abeba alle 12 (ore 10 italiane) si apprestava a decollare per giungere a Roma alle 18.00. Italo Moretti raccontò in diretta l’incidente in cui suo malgrado si era trovato e questo gli valse il premio: “Ci siamo resi conto che il pilota non ce l'avrebbe fatta a decollare. Difatti l'aereo, oltrepassato il limite della pista è finito in una fossa, spaccandosi in due... Subito dopo l'incendio... ». E il caos a bordo, dove molti dei 96 passeggeri hanno cercato, quelli che potevano, di aprirsi un varco verso lo squarcio per sottrarsi alle fiamme. Molti sono rimasti calpestati dal groviglio umano. Secondo un'altra testimonianza causa della sciagura sarebbe stato lo scoppio dei pneumatici dell'apparecchio. E Mi sono accorto — ha raccontato ancora Italo Moretti — mentre stavo per saltare giù [dall’aereo] che un bambino era a terra e tutti lo calpestavano... Sono riuscito a tirarlo via... ». Pochi istanti dopo i superstiti incolumi assistevano al rogo dell'aereo dall'alto di una collinetta. [Resoconto de L’Unità 19 aprile 1972, p. 5]

Nel 2001 è stato iscritto nell'Albo d'Oro del Comune di Perugia.
Era presidente della giuria del Premio giornalistico televisivo Ilaria Alpi per il giornalismo televisivo.

## Opere
- Italo Moretti, Innocenti e colpevoli. Cronache da tre mondi, Editori Riuniti, 1999, ISBN 8835946956.
- Italo Moretti, In Sudamerica. Trent'anni di storie latinoamericane dalle dittature degli anni settanta al difficile cammino verso la democrazia, Sperling & Kupfer, 2000, ISBN 8820030357.
- Italo Moretti, I figli di Plaza de Mayo, Sperling & Kupfer, 2002, ISBN 8820033062.
- Italo Moretti, L'Argentina non vuole più piangere. Da Perón a Kirchner: gli anni della dittatura, la crisi economica, i segni del cambiamento di un paese inquieto, Sperling & Kupfer, 2006, ISBN 8820040808.